# Овчинников, Александр Иванович (фотожурналист)
Алекса́ндр Ива́нович Овчи́нников (18 августа 1925 года — 1 августа 2004 года) — Орловский фотожурналист, писатель, участник Великой Отечественной войны.

## Биография
Родился 18 августа 1925 года в селе Альняш (ныне — в Чайковском районе Пермского края). В 17 лет уходит на фронт, где попадает в воздушно-десантные войска. После учебной части участвует в Днепровской воздушно-десантной операции 1943 года. Позже Александр Иванович напишет книгу «Десант над Днепром». С мая 1950 года по 1953 год — 472 истребительный авиационный полк (г. Орел). Уволился из армии в 1953 году в звании лейтенант. С 1957 года фотожурналист газеты «Орловский комсомолец», «Орловская правда». Собранные А. И. Овчинниковым исторические материалы помогли восстановить события обороны города Орла в октябре 1941 году.
В 2010 году в издательстве «Вешние воды» напечатан памятный буклет с авторскими фотографиями Александра Ивановича.

### Награды
- Знак «Парашютист СССР»
- Знак «Гвардия»
- Знак «Парашютист — отличник 10 прыжков»
- Орден Отечественной войны 1-й степени[2]
- Медаль «За взятие Вены»
- Медаль «За боевые заслуги»[3]
- Медаль «Победа над Германией»
- Медаль «20 лет победы в Великой Отечественной войне 1941—1945 гг.»
- Медаль «50 лет Вооруженных Сил СССР»
- Значок «25 лет Победы в войне 1941—1945 гг.»
- Медаль «60 лет Вооруженных Сил СССР».

### Фотоальбомы
- А. И. Овчинников «Город первого салюта» Приокское книжное издательство 1983 г.[6]
- А. И. Овчинников «Земля Орловская»

### Публикации
- Книга Памяти, том восьмой, город Орел : Орелиздат, 1998 г.[7]
- Овчинников, А. И вновь продолжается поиск. По следам книги «Десант в Орле» // Просторы России. — 1999. — 30 июля. — С. 7.

### Оценки творчества
- Есин В. Врага встретил десант: [О книге А. Овчинникова «Десант в Орле» // Орл. правда. — 1998. — 3 окт. — С. 4.
- Катанов В. Вспоминает ветеран: [О повести «Десант в Орле»] // Орл. правда. — 1994. — 9 авг.
- Николаева П. Не придуманные истории: [О книге А. Овчинникова «Десант над Днепром»] // Орл. комсомолец. — 1985. — 4 авг.
- Ляхова И. «Если бы снимки могли говорить…» // Орл. правда. — 2005. — 16 июля. — С. 4.
- Петрова Г. Гвардии рядовой / Г. Петрова // Орл. правда. — 2007. — 8 мая. — С. 6.[8]

## Семья
Жена — Мария Васильевна Овчинникова.
Дочь — Павлова Валентина Александровна. Орловский профессиональный фотограф, Член Союза журналистов России и International Federation of Journalists. Лауреат областных, российских и международных фотовыставок, фотосалонов и конкурсов. Сын - Овчинников Юрий Александрович. 